# 5737 Itoh
5737 Itoh eller 1989 SK är en asteroid i huvudbältet som upptäcktes den 30 september 1989 av de båda japanska astronomerna Toshiro Nomura och Kōyō Kawanishi vid Minami-Oda-observatoriet. Den är uppkallad efter den japanske amatörastronomen Kazuyuki Itō.
Asteroiden har en diameter på ungefär 5 kilometer.